# 印度共产主义政党列表
这是一个印度共产主义政党列表，列出现存的印度共产主义政党。
印度的大多数共产主义政党都起源于：印度共产党、印度共产党（马克思主义）和印度共产党（马列）。

## 在印度选举委员会注册的共产主义政党

### 拥有国家级党地位的共产主义政党
- 印度共产党（马克思主义）[1][2][3][4][5]

### 拥有邦级党地位的共产主义政党
- 印度共产党[6][7][8][9]
- 印度共产党（马列）解放[10][11][12][13]
- 革命社会党[14]

## 较小的共产主义政党
- 革命社会党（列宁主义）
- 印度社会主义团结中心（共产党人）
- 印度共产党（马列）新民主
- 印度共产党（马列）红星
- 印度共产党（马列）阶级斗争
- 印度共产党（马列）第二中央委员会
- 印度共产党（马列）索姆纳特
- 印度共产党（马列）群众路线
- 印度共产党（马列） (马哈德夫·慕克吉)
- 印度马列主义党（红旗）
- 印度共产主义起义党
- 共产主义马克思主义党 (约翰)
- 巴拉特共产党
- 革命马克思主义者共产党
- 印度共产主义革命联盟
- 印度布尔什维克党
- 印度工人党
- 印度农工党
- 红旗党（列宁主义）
- 马克思主义协调委员会
- 印度马克思主义共产党（联合）
- 马克思主义纲领
- 印度人民革命党
- 印度革命共产党
- 真理探索者共产党
- 印度革命马克思主义党
- 印度联合共产党
- 印度共产主义革命者团结中心（马列） (D·V·拉奥)
- 保卫民主协会
- 民族主义共产党
- 奥里萨共产党
- 印度特伦甘纳共产党
- 巴胡贾纳共产党
- 喀拉拉革命社会党（布尔什维克）
- 革命民主组织

## 托洛茨基主义政党
- 新社会主义替代
- 激进社会主义者
- 社会主义劳动联盟
- 革命共产主义印度

## 非法政党
- 印度共产党（毛主义）
- 印度联合邦共产党
- 康格雷帕克共产党
- 康格雷帕克人民革命党
- 曼尼普尔毛主义共产党
- 那加兰民族社会主义委员会